# Кавельсторф
Кавельсторф (нем. Kavelstorf) — коммуна в Германии, в земле Мекленбург-Передняя Померания.
Входит в состав района Бад-Доберан. Подчиняется управлению Варнов-Ост.  Население составляет 1217 человек (на 31 декабря 2006 года). Занимает площадь 20,41 км². Официальный код  —  13 0 51 034.